# American Idol (сезон 11)
Одиннадцатый сезон музыкального телешоу American Idol транслировался на телеканале FOX с 18 января по 23 мая 2012 года.
Состав жюри не изменился с предыдущего сезона: Рэнди Джексон, Джениффер Лопес и Стивен Тайлер. Ведущий — Райан Сикрест. Но на этапе Live-show была расширена видимая роль руководителя лейбла Interscope Records — Джимми Иовайн получил свой сегмент в эпизодах исключений, фактически выполняя роль четвёртого судьи, во время которых стали показывать комментарии Джимми на выступления каждого конкурсанта.
В финале за титул «Кумира Америки» третий сезон подряд встретились парень и девушка — Филлип Филлипс и Джессика Санчес. И непрерывную победную серию четырех мужчин продолжил Филлипс.
Осенью 2012 года было объявлено о том, что контракты с рекорд-леблами получили Филлипс и Санчес (Interscope Records), и Диксон (Sparrow Records — лейбл христианской музыки, как и Интерскоп входящий в Universal Music Group).

## Особенности и изменения в данном сезоне
Здесь идёт сравнение с десятым сезоном, если не оговорено иное.
- Судьи приняли решение вернуть в Топ-24 одного из отчисленных ранее конкурсантов — им стал Джермейн Джонс, по прозвищу «Нежный Гигант» («The Gentle Giant»).[1]
- В Топ-13 впервые в финале конкурсанты соревновались внутри гендерных групп и в следующем эпизоде судьи, после выявления парня и девушки с самыми низкими голосами, принимали решение, кто из этих участников покинет шоу.[2] И судьи, выбирая между Джереми Росадо и Элиз Тестон, решили отправить домой Росадо.[3]
- Впервые в истории шоу «Сохранение» («Save») было применено к девушке-финалистке — ею была Джессика Санчес.[4]
- Так же впервые в истории шоу финалистка, отчисленная ранее в шоу и получившая «Сохранение», прошла в Топ-2.

## Финалисты
| №  | Имяа              | Имяа                | Возрастб | Откуда                        | Прослушивание           | Отчисление |
| -- | ----------------- | ------------------- | -------- | ----------------------------- | ----------------------- | ---------- |
| 1  | Филлип Филлипс    | Phillip Phillips    | 21       | Лисбург, Джорджия             | Саванна, Джорджия       | 23-05-2012 |
| 2  | Джессика Санчесв  | Jessica Sanchez     | 16       | Сан-Диего, Калифорния         | Сан-Диего, Калифорния   | 23-05-2012 |
| 3  | Джошуа Леде(т)    | Joshua Ledet        | 19       | Уестлейк, Луизиана            | Галвестон, Техас        | 17-05-2012 |
| 4  | Холли Кевана      | Hollie Cavanagh     | 18       | Мак-Кинни, Техас              | Галвестон, Техас        | 10-05-2012 |
| 5  | Скайлер Лейн      | Skylar Laine        | 18       | Брандон, Миссисипи            | Галвестон, Техас        | 03-05-2012 |
| 6  | Элиз Тестон       | Elise Testone       | 28       | Маунт-Плисант, Южная Каролина | Саванна, Джорджия       | 26-04-2012 |
| 7  | Колтон Диксонг    | Colton Dixon        | 20       | Мерфрисборо, Теннесси         | Саванна, Джорджия       | 19-04-2012 |
| 8  | ДеАндре Брекенсик | DeAndre Brackensick | 17       | Сан-Хосе, Калифорния          | Сан-Диего, Калифорния   | 05-04-2012 |
| 9  | Хейджун Хан       | Heejun Han          | 22       | Флашинг, Нью-Йорк             | Питтсбург, Пенсильвания | 29-03-2012 |
| 10 | Эрика Ван Пелт    | Erika Van Pelt      | 26       | Саут-Кингстаун, Род-Айленд    | Питтсбург, Пенсильвания | 22-03-2012 |
| 11 | Шеннон Меган      | Shannon Magrane     | 16       | Тампа, Флорида                | Саванна, Джорджия       | 15-03-2012 |
| 12 | Джермейн Джонсд   | Jermaine Jones      | 25       | Пейн-Хилл, Нью-Джерси         | Портленд, Орегон        | 15-03-2012 |
| 13 | Джереми Росадое   | Jeremy Rosado       | 19       | Валрико, Флорида              | Саванна, Джорджия       | 08-03-2012 |

- ↑  Имена указаны в русском и оригинальном варианте, указанным самим конкурсантом.
- ↑  Возраст конкурсантов традиционно для данного шоу указывается на момент трансляции финального эпизода — то есть на 23.05.2012.
- ↑  Санчес, как финалист получивший меньше всего голосов, была отчислена в Топ-7 12-04-2012, но получила «сохранение» от судей.[4]
- ↑  В Топ-7.2, после «сохранения» на предшествующей неделе, должно было произойти двойное отчисление, но, так как ранее произошла дисквалификация, отчислен был только Диксон.
- ↑  Джонс был дисквалифицирован перед выступлением в Топ-12(11) за сокрытие информации о арестах.[1]
- ↑  Росадо и Тестон были объявлены получившими наименьшее количество голосов среди парней и девушек соответственно. Судьями было принято решение оставить в конкурсе Элиз (формулировка, оглашенная ДжейЛо, Джереми отправился домой по умолчанию).[3]

## Эпизоды

### Прослушивания (Auditions)
| Прослушивание (предварительный отбор)          | Прослушивание (предварительный отбор)          | Прослушивание (предварительный отбор)          | Повторное прослушивание (судьи)                | Повторное прослушивание (судьи)                       | Золотые билеты | Эфир       |
| город                                          | дата                                           | место                                          | дата                                           | место                                                 | Золотые билеты | Эфир       |
| ---------------------------------------------- | ---------------------------------------------- | ---------------------------------------------- | ---------------------------------------------- | ----------------------------------------------------- | -------------- | ---------- |
| Норт-Чарлстон, Южная Каролина                  | 22.07.2011                                     | North Charleston Coliseum                      | 17-18.08.2011                                  | Hyatt Regency (Саванна, Джорджия)                     | 42             | 18.01.2012 |
| Питтсбург, Пенсильвания                        | 15.07.2011                                     | Heinz Field                                    | 28-29.09.2011                                  | David L. Lawrence Convention Center                   | 38             | 19.01.2012 |
| Сан-Диего, Калифорния                          | 08.07.2011                                     | Petco Park                                     | 9-10.10.2011                                   | USS Midway Aircraft Carrier                           | 53             | 22.01.2012 |
| Денвер, Колорадо                               | 29.07.2011                                     | Invesco Field                                  | 5-6.10.2011                                    | Doerr-Hosier Center (Аспен, Колорадо)                 | 31             | 25.01.2012 |
| Хьюстон, Техас                                 | 29.08.2011                                     | Reliant Arena                                  | 30-31.08.2011                                  | Galveston Island Convention Center (Галвестон, Техас) | 55             | 26.01.2012 |
| Портленд, Орегон                               | 02.07.2011                                     | Rose Garden                                    | 1-2.10.2011                                    | Red Lion Hotel                                        | 45             | 01.02.2012 |
| Сент-Луис, Миссури                             | 28.06.2011                                     | Scottrade Center                               | 2-3.09.2011                                    | Hilton St. Louis at the Ballpark                      | 46             | 02.02.2012 |
| Ист-Рутерфорд, Нью-Джерси                      | 22.09.2011                                     | IZOD Center                                    | -//-                                           | -//-                                                  | -//-           | -//-       |
| Всего было выдано «золотых билетов в Голливуд» | Всего было выдано «золотых билетов в Голливуд» | Всего было выдано «золотых билетов в Голливуд» | Всего было выдано «золотых билетов в Голливуд» | Всего было выдано «золотых билетов в Голливуд»        | 310            |            |

- Прослушивание в Нью-Джерси в эфир не выходило, все конкурсанты отобранные там и получившие эфирное время были «распределены» по другим эпизодам.
- Официальное название каждого эпизода определяется местом повторного прослушивания — «обратного вызова». Практика, когда первый отбор и прослушивание перед судьями проводятся в разных городах, и даже штатах, достаточно распространена на шоу. Единственное неписаное правило — эти места находятся в достаточной близости друг от друга.

### Живые выступления (Live-show)
| Название           | Тема                                                                 | Ментор                    | Количество песен                                                            | Эфир       |
| ------------------ | -------------------------------------------------------------------- | ------------------------- | --------------------------------------------------------------------------- | ---------- |
| Top 24(5), юноши   | Выбор конкурсантов                                                   |                           | 13                                                                          | 28.02.2012 |
| Top 24(5), девушки | Выбор конкурсантов                                                   |                           | 12                                                                          | 29.02.2012 |
| Top 13             | Уитни Хьюстон (девушки) / Стиви Уандер (юноши)                       | Мэри Джей Блайдж          | 13                                                                          | 07.03.2012 |
| Top 12(11)         | «Год их рождения»                                                    | Уилл. Ай. Эм              | 11                                                                          | 14.03.2012 |
| Top 10             | Билли Джоэл                                                          | Дидди                     | 10                                                                          | 21.03.2012 |
| Top 9              | «Их кумиры»                                                          | Стиви Никс                | 9 + три трио                                                                | 28.03.2012 |
| Top 8              | Песни 80-х                                                           | Гвен Стефани и Тони Канэл | 8 + четыре дуэта                                                            | 04.04.2012 |
| Top 7.1            | Песни текущего десятилетия (с 2010 включительно)                     | Эйкон                     | 7 + два дуэта и одно трио                                                   | 11.04.2012 |
| Top 7.2            | «Сейчас и тогда» (хиты Билборд № 1 этого века и классический соул)   |                           | 14 (по две песни)                                                           | 18.04.2012 |
| Top 6              | Queen Выбор конкурсантов                                             |                           | 12 (по две песни) + групповое исполнение попурри «Queen» в начале эпизода   | 25.04.2012 |
| Top 5              | Песни 60-х Брит-поп                                                  | Стивен Ван Зандт          | 10 (по две песни) + дуэт юношей и трио девушек                              | 02.05.2012 |
| Top 4              | «Песни Калифорнии» «Песни, которые они хотели бы написать»           |                           | 8 (по две песни) + два дуэта (юноши и девушки) и одно групповое выступление | 09.05.2012 |
| Top 3              | Выбор судей Выбор конкурсантов Выбор Джимми Иовайна                  |                           | 9 (по три песни)                                                            | 16.05.2012 |
| Top 2, Финал       | Выбор Саймона Фуллера Любимое выступление (реприза) Сингл победителя |                           | 6 (по три песни)                                                            | 22.05.2012 |